# Kinderen in het verzet
Kinderen in het verzet is een Belgische historische stripreeks, geschreven door Vincent Dugomier en getekend door Benoît Ers. De reeks verscheen voor het eerst in 2015 in Frankrijk en werd in 2017 uitgebracht in het Nederlands. De reeks is tot heden gepubliceerd door uitgeverij Le Lombard. De reeks behandelt de geschiedenis van het verzet tijdens de Tweede Wereldoorlog met bijbehorende thema's door de ogen van de drie 13-jarigen.

## Inhoud
De verhalen spelen zich af in Pontain l'Écluse, een klein, fictief dorp in het oosten van Frankrijk na de overgave van het Franse Leger tijdens de Tweede Wereldoorlog. In het dorpje nemen twee jongens en een meisje, het initiatief om het verzet in hun streek te organiseren onder de schuilnaam Lynx. François, Eusèbe en Lisa beginnen met hun verzetsdaden en krijgen meer en meer inwoners van hun dorp in beweging voor het verzet. Zo wordt een efficiënte smokkelroute tot stand gebracht waarlangs ontsnapte gevangenen en joden naar de vrije zone gebracht kunnen worden. Ook wordt met de hulp van een spion apparatuur geplaatst om met Londen te communiceren voor het ontvangen van opdrachten of voor het versturen van berichten.
Zo wordt het verzet in en rond het dorpje steeds krachtiger, maar dat betekent ook meer gevaar op ontdekking en meer repressie door de Duitsers.

## Albums
| Nummer | Titel                 | Oorspronkelijke titel | Verschenen (Nederlands) | Uitgeverij |
| ------ | --------------------- | --------------------- | ----------------------- | ---------- |
| 1      | Eerste acties         | Premières actions     | 2017                    | Le Lombard |
| 2      | Eerste repressie      | Premières répressions | 2018                    | Le Lombard |
| 3      | Twee reuzen           | Les deux géants       | 2018                    | Le Lombard |
| 4      | Steeds erger          | L'escalade            | 2019                    | Le Lombard |
| 5      | Een verscheurd land   | Le pays divisé        | 2019                    | Le Lombard |
| 6      | Ongehoorzaamheid!     | Désobéir!             | 2020                    | Le Lombard |
| 7      | Uit de lucht gevallen | Tombés du ciel        | 2021                    | Le Lombard |
| 8      | Strijden of sterven   | Combattre ou mourir   | 2022                    | Le Lombard |
| 9      | Gelukkige dagen       | Les jours heureux     | 2024                    | Le Lombard |